# Otto Aulie
Otto Wilhelm Aulie (* 27. September 1894 in Tønsberg; † 9. Februar 1923 in Skien) war ein norwegischer Fußballspieler. 

## Karriere

### Verein
Aulie war von 1909 bis 1918 für Odd Grenland und von 1919 bis 1921 für Lyn Oslo aktiv. Mit Odd Grenland gewann er 1913 und 1915 den norwegischen Fußballpokal.

### Nationalmannschaft
Zwischen 1913 und 1921 bestritt er 28 Länderspiele für Norwegen, in denen er ohne Torerfolg blieb. Am 16. Juni 1918 stand er in der Mannschaft, der beim 3:1-Sieg gegen Dänemark der erste Sieg Norwegens in einem offiziellen Länderspiel gelang.
Beim olympischen Fußballturnier 1920 in Antwerpen stand er im norwegischen Aufgebot und wurde in allen drei Partien gegen Großbritannien (3:1), die Tschechoslowakei (0:4) und Italien (1:2 n. V.) eingesetzt. 

## Tod
Otto Aulie starb im Alter von 28 Jahren an einer Hirnhautentzündung.